# Эпоха чёрных дыр
Эпо́ха чёрных дыр — следующая после эпохи вырождения эра. Эпоха чёрных дыр начнётся спустя 1040 (10 дуодециллионов) лет после распада последних протонов во Вселенной, тогда во вселенной останутся только чёрные дыры, однако постепенно они будут испаряться вследствие излучения Хокинга. Последняя сверхмассивная чёрная дыра, образовавшаяся из-за слияния нескольких чёрных дыр, должна испариться спустя 1,7×10106 лет. После этого, при условии, что протоны действительно распадутся, начнётся эпоха вечной тьмы.
Возможен также исход, что во время эпохи чёрных дыр в результате слияния образуется крайне большая чёрная дыра, плотность и температура которой достигнут планковского предела, из-за чего чёрная дыра может вспыхнуть новым Большим взрывом, образовав новую Вселенную .

## Главные события эпохи чёрных дыр
| Лет вперёд                             | Событие |
| -------------------------------------- | --- |
| 2×1066 (2 унвигинтиллиона)             | Испарится чёрная дыра с одной Солнечной массой.                                                                          |
| 1,7×10106 (17 кваттуортригинтиллионов) | Последняя сверхмассивная чёрная дыра испарится, если теория распада протона верна, Вселенная войдёт в эпоху вечной тьмы. |